# HMG20B
 SWI/SNF-связанный, матрично-ассоциированный актинозависимый регулятор хроматина, 1-зависимый член подсемейства E  — белок, кодируемый у человека геном  HMG20B.

## Взаимодействия
HMG20B, как было выявлено, взаимодействует с KIF4A, HDAC1, гистондеацетилазой 2, PHF21A, RCOR1 и BRCA2.